# AnnaSophia Robb
AnnaSophia Robb (Denver, Colorado, 8 de dezembro de 1993) é uma atriz norte-americana. Ela começou a atuar quando criança, participando do filme televisivo Samantha: An American Girl Holiday (2004), onde atuou no papel da protagonista. Fez sua estreia no cinema com o filme Because of Winn-Dixie (2005), seguido pelo papel de Violet Beauregarde no remake de Tim Burton, Charlie and the Chocolate Factory (2005). Sua atuação em Bridge to Terabithia (2007) lhe rendeu reconhecimento e elogios, além de dois Young Artist Awards. Seus papéis subsequentes incluem, The Reaping (2007), Race to Witch Mountain (2009), Soul Surfer (2011) e The Way Way Back (2013). Também interpretou Carrie Bradshaw na série da The CW, The Carrie Diaries (2013-2014).

## Biografia
AnnaSophia Robb nasceu na cidade de Denver, Colorado, no dia 8 de dezembro de 1993. Robb é filha única de Janet Robb, uma designer de interiores, e David Robb, um arquiteto. A atriz recebeu seu nome em homenagem a sua bisavó materna, Anna Sophie, e sua avó paterna, Anna Marie.
Robb canta, pratica snowboard, rafting, ginástica, dança, e leitura, especialmente fantasia e ficção-histórica. AnnaSophia Robb além do seu idioma nativo, o inglês, também estuda francês. AnnaSophia Robb tem ascendência irlandesa, escocesa, inglesa, sueca e dinamarquesa. Ela competiu em dança e ginástica quando tinha apenas quatro anos e meio de idade, mas desistiu quando começou a atuar, com oito anos de idade. Anteriormente, AnnaSophia Robb estudava em sua casa devido às gravações de seus filmes. Já frequentou uma escola cristã privada, a High School Arapahoe, na cidade de Centennial, Colorado, logo depois de ter afirmado que é muito séria sobre o assunto, e que gostaria de entrar em uma faculdade. Graduou-se em 2012.
AnnaSophia evita falar da vida pessoal e íntima. Robb é cristã desde pequena e disse que é realmente próxima de sua família e amigos.

## Carreira

### 2003-2007: Início da carreira
Aos 9 anos de idade, AnnaSophia Robb foi descoberta por um agente. Logo após, ela e sua mãe se mudaram para Los Angeles. Depois de vários testes, Robb conseguiu a oportunidade de aparecer em um comercial do McDonald's, a publicidade das bonecas Bratz que seriam veiculadas nacionalmente. Após o comercial, Robb filmou o curta-metragem não lançado de Christie Eckert, Daddy's Day. Em 2004, Robb teve um pequeno papel no episódio, "Number One Fan" da série televisiva Drake & Josh. Seu primeiro grande papel foi como a personagem-título do especial de televisão, Samantha: An American Girl Holiday. Robb usou uma peruca marrom para o papel. Duas aparições no cinema de Robb em 2005 foram ambas em adaptações de livros infantis populares. Estrelou como India Opal Buloni em Because of Winn-Dixie, dirigido por Wayne Wang, e como a competitiva e rude Violet Beauregarde no remake Charlie and the Chocolate Factory de Tim Burton. O último foi um grande sucesso de bilheteria em todo o mundo e ajudou a aumentar a popularidade de Robb entre o público pré-adolescente.
Em 2005, Robb foi o rosto da Trad Clothing, ajudando a projetar e modelar uma linha de moda para meninas. Em 2006, ela teve um papel especial no desenho animado, Danny Phantom como a voz de Danielle 'Dani' Fenton. Robb interpretou Leslie Burke na adaptação cinematográfica de Bridge to Terabithia com Josh Hutcherson, que estreou nos cinemas norte-americanos em 16 de fevereiro de 2007. Ela gravou uma canção para a trilha sonora intitulada "Keep Your Mind Wide Open", e o vídeo que o acompanha foi transmitido no Disney Channel. A canção alcançou a posição No.90 na Billboard Hot 100 durante a semana de 1 de março de 2007, sendo seu primeiro single na lista. Robb era fã do livro antes de ser escalada para o papel, dizendo que "me tocou de uma maneira que eu não tinha sido tocada por um livro antes".
No mesmo ano, Robb estrelou filmes como The Reaping, ao lado de Hilary Swank, e Have Dreams, Will Travel, onde interpretou Cassie Kennington.

### 2008-2014: Novos filmes e primeiro grande papel na TV
Em 2008, Robb apareceu como Millie Harris, quando adolescente, em Jumper, e interpretou Jackie Hoffman no filme infantil Spy School. Apesar dos comentários negativos do filme em geral, o desempenho da Robb em Sleepwalking recebeu elogios. O crítico da Time, Richard Schickel disse: "Há uma gama maravilhosa no trabalho de Robb... está atuando [de forma] extraordinariamente madura para alguém que é jovem e ela ganha a nossa simpatia, sem nenhuma vez implorar por isso." Em 2008, Robb gravou a voz de Maria Madalena em The Word of Promise: Next Generation – New Testament: Dramatized Audio Bible. Também estrelou Race to Witch Mountain.
Em 2010, Robb apareceu em The Space Between. Em seguida, estrelou como protagonista de Soul Surfer, filme baseado na história real de Bethany Hamilton, uma surfista que continuou a surfar depois de perder seu braço num ataque de tubarão. Em maio de 2011, Robb foi anunciada para interpretar Wendy em uma nova e escura versão da clássica história sobre Peter Pan, intitulado provisoriamente como Pan. Em 2015, o filme entrou em produção sem Robb. Foi relatado em 3 de fevereiro de 2012, que Robb tinha entrado na produção Life at These Speeds, porém o filme foi lançado em 2017 sem a atriz no elenco. Mais tarde naquele mês, Robb foi escalada para interpretar a icônica Carrie Bradshaw no seriado televisivo The Carrie Diaries, baseado na história da personagem principal de Sex and the City, e apareceu na comédia de verão The Way, Way Back. Robb também dublou a zebra Tombi na animação computadorizada sul-africana Khumba.
Em outubro de 2013, Robb começou a filmar The Crash, estrelando ao lado de Frank Grillo, Ed Westwick, Dianna Agron, John Leguizamo, Minnie Driver e Maggie Q. O filme foi lançado em janeiro de 2017.

### 2016-presente
Em 2016, Robb estrelou o filme independente sobre autismo Jack of the Red Hearts, onde interpreta a personagem-título. Também apareceu na histórica série de drama da PBS sobre a Guerra Civil, Mercy Street, durante duas temporadas.
Em 2017, Robb interpretou Blah Blah Blah no filme LGBT Freak Show, baseado na obra de James St. James. Estrelou também no terror adolescente Down a Dark Hall, dirigido Rodrigo Cortés e que tem data de estreia para o segundo semestre de 2018.

## Filmografia
| Ano     | Título                                          | Personagem                      | Notas            |
| ------- | ----------------------------------------------- | ------------------------------- | ---------------- |
| 2003    | Daddy's Day                                     | Anna                            | Curta-metragem   |
| 2004    | Drake & Josh                                    | Liza                            | 1 episódio       |
| 2004    | Samantha: An American Girl Holiday              | Samantha Parkington             | Filme para TV    |
| 2005    | Because of Winn-Dixie                           | India 'Opal' Buloni             |                  |
| 2005    | Charlie and the Chocolate Factory               | Violet Beauregarde              |                  |
| 2006    | Danny Phantom                                   | Danielle 'Dani' Fenton          | 1 episódio (Voz) |
| 2007    | Bridge to Terabithia                            | Leslie Burke                    |                  |
| 2007    | The Reaping                                     | Loren McConnell                 |                  |
| 2007    | Have Dreams, Will Travel                        | Cassie 'Cass' Kennington        |                  |
| 2008    | Jumper                                          | Millie Harris (quando jovem)    |                  |
| 2008    | Spy School                                      | Jackie Hoffman                  |                  |
| 2008    | Sleepwalking                                    | Tara Reedy                      |                  |
| 2008    | The Word of Promise Next Generation Audio Bible | Mary Magdalene                  | Bíblia em áudio  |
| 2009    | Race to Witch Mountain                          | Sara                            |                  |
| 2010    | The Space Between                               | Samantha "Sam" Jean McLeod      |                  |
| 2011    | Soul Surfer                                     | Bethany Hamilton                |                  |
| 2013    | The Way, Way Back                               | Susanna Thompson                |                  |
| 2013    | Khumba                                          | Tombi                           | Voz              |
| 2013-14 | The Carrie Diaries                              | Carrie Bradshaw                 | 26 episódios     |
| 2014    | Funny or Die: Sofia Coppola's Little Mermaid    | Ariel                           | Curta-metragem   |
| 2014    | Robot Chicken                                   | Yasmin / Cleo                   | 1 episódio (Voz) |
| 2015    | Jack of the Red Hearts                          | Jacqueline 'Jack' Ferguson      |                  |
| 2016-17 | Mercy Street                                    | Alice Green                     | 12 episódios     |
| 2017    | The Crash                                       | Creason Clifton                 |                  |
| 2017    | Freak Show                                      | Blah Blah Blah                  |                  |
| 2018    | Down a Dark Hall                                | Katherine 'Kit' Gordy           |                  |
| 2019    | The Act                                         | Lacey                           | 6 episódios      |
| 2019    | Marvels                                         | Marcia Hardesty                 | Podcast          |
| 2019    | Roger Vivier's Jewels to Shoes                  | Atriz                           | Curta-metragem   |
| 2020    | Little Fires Everywhere                         | Elena Richardson (quando jovem) | Participação     |
| 2020    | Emma                                            | Emma                            | Elenco Principal |
| 2020    | Dr. Death                                       | Michelle Shughart               | Elenco Principal |
| 2020    | Lansky                                          | Anne Lansky                     |                  |
| 2020    | Words on Bathroom Walls                         | Rebecca                         |                  |

## Discografia
A canção "Keep Your Mind Wide Open" estreou em 90º lugar na Billboard Hot 100, sendo a primeira canção de AnnaSophia na tabela, durante a primeira semana de março do ano de 2007, que também foi ao ar no Disney Channel no formato de videoclipe.
| Ano  | Canção                   | Álbum                                           | Notas                                  | Posição nas Paradas             |
| ---- | ------------------------ | ----------------------------------------------- | -------------------------------------- | ------------------------------- |
| 2005 | Glory!Glory!             | Because of Winn-Dixie Soundtrack                | Pequena Participação com todo o elenco | —                               |
| 2007 | Keep Your Mind Wide Open | Music from and Inspired by Bridge to Terabithia | Primeiro single                        | Billboard Hot 100 - 90ª Posição |

## Prêmios e indicações
| Ano  | Prêmio                       | Categoria                                                                     | Projeto                            | Resultado |
| ---- | ---------------------------- | ----------------------------------------------------------------------------- | ---------------------------------- | --------- |
| 2004 | Young Artist Awards          | Best Performance in a TV Movie, Miniseries or Special - Leading Young Actress | Samantha: An American Girl Holiday | Indicado  |
| 2006 | Young Artist Awards          | Best Performance in a Feature Film (Comedy or Drama) - Leading Young Actress  | Because of Winn-Dixie              | Indicado  |
| 2007 | Young Artist Awards          | Best Performance in a Feature Film - Leading Young Actress                    | Bridge to Terabithia               | Venceu    |
| 2007 | Young Artist Awards          | Best Performance in a Feature Film - Young Ensemble Cast                      | Bridge to Terabithia               | Venceu    |
| 2007 | Critics' Choice Movie Awards | Best Young Actress                                                            | Bridge to Terabithia               | Indicado  |
| 2009 | Denver Film Festival         | Rising Star Award                                                             | —                                  | Venceu    |
| 2013 | Teen Choice Awards           | Breakout Star                                                                 | The Carrie Diaries                 | Indicado  |
| 2013 | Young Hollywood Awards       | Superstar of Tomorrow                                                         | —                                  | Venceu    |